# نلسون راکفلر
نلسن آلدریچ راکفلر (انگلیسی: Nelson Aldrich Rockefeller؛ زاده ۸ ژوئیهٔ ۱۹۰۸ – درگذشته ۲۶ ژانویهٔ ۱۹۷۹) سیاستمدار، میلیاردر، خیر و مجموعه‌دار آمریکایی بود.
وی از سال ۱۹۵۹ تا ۱۹۷۳، فرماندار ایالت نیویورک و از سال ۱۹۷۴ تا ۱۹۷۷، معاون رئیس‌جمهور ایالات متحده آمریکا در دوران زمام‌داری جرالد فورد بود. وی هم‌چنین رئیس هیئت‌مدیره راکفلر سنتر، عضو هیئت‌مدیره و مدیر موزه هنر مدرن، یکی از بنیان‌گذاران بنیاد غیرانتفاعی صندوق برادران راکفلر و بنیان‌گذار موزه هنر بدوی بود.
وی از جمله مدعوین افتتاح موزه هنرهای معاصر تهران در تاریخ ۱۳ اکتبر ۱۹۷۷ میلادی بود.
او ارتباط نزدیکی با شاه وقت ایران یعنی محمدرضا پهلوی داشت و در جایی بیان کرده‌بود که باید اعلی‌حضرت را برای دو سالی به آمریکا ببریم تا نحوه مملکت‌داری را به ما بیاموزد.